# Eugène d'Harcourt (musiker)

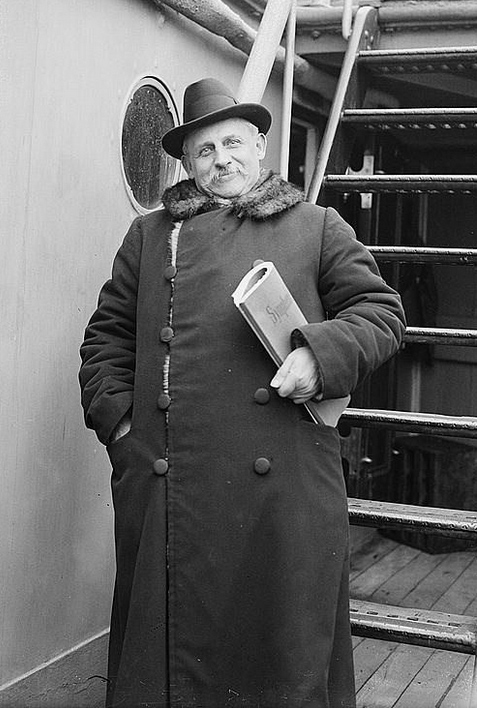
Eugène d'Harcourt.

Eugène d'Harcourt, född den 2 maj 1859 i Paris, död den 4 mars 1918 i Locarno, var en fransk musiker. 
Harcourt studerade vid Pariskonservatoriet och i Berlin. Han anordnade under förra hälften av 1890-talet folkkonserter i en särskilt uppbyggd musikhall (Salle Harcourt) i Paris och från 1900 stora oratoriekonserter i kyrkan Saint-Eustache, där han bragte till utförande Bachs Matteuspassion med mera. Harcourt komponerade en mässa (1876), två symfonier, två stråkkvartetter, operan Tasso (1903) med mera och skrev en analytisk studie över Beethovens sonater.